# جی‌ای‌اکس‌ای ۱۰۰۲۶۷
سیارک ۱۰۰۲۶۷ (به انگلیسی: 100267 JAXA، نامگذاری:1994TK15) صد هزار و دویست و شصت و هفتمین سیارک کشف شده‌است که در ۱۴ اکتبر ۱۹۹۴ کشف شد.